# 识骨寻踪 (第十二季)
美國福克斯廣播公司電視連續劇《识骨寻踪》的第十二季也是最后一季于2017年1月3日首播，并于2017年3月28日结束。最后一季一共有12集，于每周二晚上9点播出。

## 演员和角色

### 主要演员
- 艾蜜莉·戴丝香侬 饰 汤普伦斯·“小骨”·布雷恩娜，是一个法医人类学家以及瑟雷·布斯的妻子。
- 大卫·伯瑞纳 饰 FBI探员：瑟雷·布斯，與杰斐遜小組合作調查不同案件以及小骨的丈夫。
- 米凯拉·考林 饰 安琪拉·马丁尼古，是艺术家，负责模拟分析重建，以及杰克·哈金斯的妻子。
- T·J·塞恩 饰 杰克·哈金斯 博士，是昆虫学学者，礦物學家，孢粉學家，法医化學家以及安琪拉·马丁尼古的丈夫。
- 塔玛拉·泰勒 饰 凯姆·瑟罗，法醫病理學家與實驗室的主管。
- 約翰·博伊德饰 詹姆斯·奥布斯里，一個初級FBI探員，在瑟雷·布斯的手下協助工作。

### 常驻演员
- 帕特里夏·贝尔彻 饰演 卡罗琳·朱利安、检察官
- 埃瑞克·米勒根 博士 饰演扎克·艾迪，前任杰弗逊雇员
- 埃迪·麦克林托克 饰 蒂姆·"萨利"沙利文，一名前FBI探员，与小骨是旧相识。
- 史蒂芬·弗莱 饰 戈登·怀特，以前是一名心理医生，现在是一名厨师。
- 瑞恩·奥尼尔 饰，布伦南的父亲
- 萨拉·茹 饰 凯伦·戴夫斯，一名行为分析师。
- 桑妮·佩兰特 饰 克里斯汀·布斯， 瑟雷·布斯 與 小骨 的女兒
- 盖伊·博伊德 饰 菲利普·奥布里，奥布里·詹姆斯的父亲
- 辛蒂·羅波 饰 阿瓦隆，一名通灵师
- 蒂芙妮·海因斯 饰 米歇尔·威尔顿，凯姆·瑟罗 的养女

实习生
- 邁克·格蘭·特里 饰演 温德尔·布雷
- 卡拉·加洛 饰 维西·黛西
- 佩杰·维达 饰 博士 阿尔斯通·瓦西里
- 劳拉·斯宾塞 饰 杰西卡·沃伦
- 乔尔·大卫·莫尔 饰 博士 科林·费舍尔
- 伊格纳西奥塞里基奥 饰 博士 鲁道夫·富恩特斯
- 尤金尼·伯德 饰 博士 克拉克·爱迪生

## 相关资讯
福克斯在2016年2月25日续订了一共有12集的最后一季。 该剧原本准备在2016年秋季播出，但是被福克斯推迟到了2017年1月才首播。本季于2016年12月15日拍摄完毕。
其中在第十一季回归的埃瑞克·米勒根在最后一季中将继续扮演扎克·艾迪。 本季有许多以前参演角色的回归，包括在第二季中戏份较多的蒂姆·"萨利"沙利文(埃迪·麦克林托克 饰演)和在第二季、第四季、第五季中有过客串的戈登·怀亚特(史蒂芬·弗莱 饰演)。贝蒂·怀特将在第十集《贝丝·迈耶》中饰演贝丝·迈耶，而在第三集里，将有资深演员爱德华·阿斯纳和賀爾·賀爾布魯克的客串出演。

## 情节

### 集数列表
| 总集数 | 集数 | 标题             | 导演               | 编剧                                                                                        | 首播日期      | 制作代码 | 美国收视人数 (百万) |
| ------ | ---- | ---------------- | ------------------ | ------------------------------------------------------------------------------------------- | ------------- | -------- | ------------------- |
| 235    | 1    | 恐惧中的希望     | 艾蜜莉·黛絲香奈    | Michael Peterson                                                                            | 2017年1月3日  | CAKY01   | 3.43                |
| 236    | 2    | 机器人大脑       | Ian Toynton        | Hilary Weisman Graham                                                                       | 2017年1月10日 | CAKY02   | 3.31                |
| 237    | 3    | 老狗的新把戏     | David Grossman     | Ted Peterson                                                                                | 2017年1月17日 | CAKY03   | 2.92                |
| 238    | 4    | 过去的代价       | Randy Zisk         | Jonathan Collier                                                                            | 2017年1月24日 | CAKY04   | 3.05                |
| 239    | 5    | 互相争斗的导师   | Dwight Little      | Eric Randall                                                                                | 2017年1月31日 | CAKY05   | 3.76                |
| 240    | 6    | 锯子上的裂缝     | Denise Di Novi     | Yael Zinkow                                                                                 | 2017年2月7日  | CAKY06   | 3.07                |
| 241    | 7    | 爆炸的恐惧       | Randy Zisk         | Joe Hortua                                                                                  | 2017年2月14日 | CAKY08   | 2.97                |
| 242    | 8    | 悲伤和女孩       | Anton Cropper      | 卡洛琳 罗森塔尔                                                                             | 2017年2月21日 | CAKY07   | 2.90                |
| 243    | 9    | 车轮上的钢       | Robert Reed Altman | 希拉里 韦斯曼 格雷厄姆 & 特德 彼得森                                                        | 2017年3月7日  | CAKY09   | 2.89                |
| 244    | 10   | 美洲豹乐团的聚会 | Michael Lange      | Keith Foglesong                                                                             | 2017年3月14日 | CAKY10   | 2.52                |
| 245    | 11   | 生命中的那一天   | Ian Toynton        | Eric Randall & Yael Zinkow                                                                  | 2017年3月21日 | CAKY11   | 3.55                |
| 246    | 12   | 最后的结局       | 大衛·伯瑞納        | 劇本創作 ：Stephen Nathan 故事構思 ：Jonathan Collier & Michael Peterson & Karine Rosenthal | 2017年3月28日 | CAKY12   | 4.35                |

## DVD发布
2017年6月13日，第12季《识骨寻踪》的DVD(副标题为《最后一章》)于2017年6月13日在第1区发布。DVD内容包括第12季的全部12集，特色内容:《回到实验室:Bones回顾》。